# Yōko Maki (Schauspielerin)
Yōko Maki (jap. 真木 よう子, Maki Yōko, geborene Yōko Kanamori (金森陽子), * 15. Oktober 1982 in Inzai, Präfektur Chiba) ist eine japanische Schauspielerin. Bekannt ist sie vor allem aus den beiden Horrorfilmen der Reihe Ju-on, die als The Grudge – Der Fluch neuverfilmt wurden.

## Leben
Yōko Maki gab ihr Filmdebüt im Alter von 19 Jahren im 2001 erschienenen Film Drug. Das Sprungbrett ihrer Karriere war der auf einem Manga basierende Actionfilm The Princess Blade (Shurayuki-hime) in dem sie in der Hauptrolle Aya spielte. Neben zahlreichen Film- und Serienrollen schauspielte sie auch für verschiedene Werbespots. Im Jahr 2008 hatte sie ihren ersten Auftritt als Seiyū in dem Anime Michiko to Hatchin als Michiko Malandro. Im November 2008 gab sie ihre Hochzeit mit einem Mann bekannt, der selbst nicht aus der Unterhaltungsindustrie stammt. Zugleich verkündete sie auch, dass sie schwanger sei.

## Filmografie (Auswahl)

### Filme
- 2001: Drug
- 2001: The Princess Blade (修羅雪姫, Shurayuki-hime)
- 2003: Battle Royale II: Requiem (Batoru rowaiaru II: Chinkonka)
- 2004: Kamikaze Girls (下妻物語, Shimotsuma Monogatari)
- 2004: Ren’ai Shōsetsu (恋愛小説)
- 2004: Koibumi Biyori (恋文日和)
- 2004: Kansen (感染)
- 2004: Pacchigi! (パッチギ!)
- 2004: Der Fluch – The Grudge (The Grudge)
- 2004: Do Androids Dream of Electric Santa? (Kurzfilm)
- 2005: Summer Time Machine Blues (Samâ taimu mashin burûsu)
- 2005: Veronika beschließt zu sterben (Veronika Decides to Die)
- 2006: Ame no Machi (雨の町, Ame no machi)
- 2006: Yureru (ゆれる)
- 2006: The Fast and the Furious: Tokyo Drift
- 2006: Udon
- 2006: Oishii Koroshikata (おいしい殺し方, Fernsehfilm)
- 2006: Tokyo Friends: The Movie (東京フレンズ The Movie)
- 2008: Flying Rabbits (フライング☆ラビッツ, Furaingu rabittsu)
- 2008: 6 jikango ni Kimi wa shinu (6 時間後に君は死ぬ, Fernsehfilm)
- 2013: Sayonara Keikoku (さよなら渓谷)
- 2013: Like Father, Like Son (そして父になる, Soshite chichi ni naru)
- 2015: Nōnai Poison Berry (脳内ポイズンベリー)
- 2016: After the Storm (Umi yori mo Mada Fukaku)
- 2018: The Blood of Wolves
- 2018: Yakiniku Dragon

### Serien
- 2003: Hakoiri Musume! (ハコイリムスメ!)
- 2003: Mōdōken Kuīru no Isshō (盲導犬クイールの一生)
- 2003: Kao (顔)
- 2004: Kurokawa no Techō (黒革の手帖)
- 2004: Toride naki Mono (砦なき者)
- 2006: Jikō Keisatsu (時効警察, eine Folge)
- 2007: Fūrin Kazan (風林火山)
- 2007: Watashitachi no Kyokasho (わたしたちの教科書)
- 2007: SP (SP 警視庁警備部警護課第四係)
- 2008: Shūkan Maki Yōko (週刊真木よう子)
- 2008: Loss:Time:Life (ロス:タイム:ライフ)
- 2008: Walkin’ Butterfly (ウォーキン☆バタフライ)
- 2011: Kare, Otto, Otoko Tomodachi (カレ、夫、男友達)
- 2015: Mondai no Aru Restaurant (問題のあるレストラン)
- 2015: Kamo Shirenai Joyū Tachi (かもしれない女優たち)

### Werbespots
- 2000: Lotte Group – Ao Toppo
- 2005: East Japan Railway Company – Omiya Station version
- 2005: Meiji Seika – Xylish
- 2008: TBS und Dentsū – Green Film Project: everyday
- 2008: Shiseido – Integrate
- 2008: Lipton – The Royal

### Anime (als Seiyū)
- 2008: Michiko to Hatchin
- 2014: Buddha2 Tezuka Osamu no Buddha ~Owari Naki Tabi~